# District de Zhongyuan
Le district de Zhongyuan (中原区 ; pinyin : Zhōngyuán Qū) est une subdivision administrative de la province du Henan en Chine. Il est placé sous la juridiction de la ville-préfecture de Zhengzhou.